# Aoutourou
Aoutourou, Aotourou ou Ahutoru, né à Raiatea vers 1740 et mort à Fort-Dauphin (Madagascar) le 7 novembre 1771, est un Tahitien resté célèbre par le voyage de Louis-Antoine de Bougainville en 1768. 

## Biographie

### Voyage de Tahiti à Paris
Aoutourou est le fils d'un chef de Raiatea et d'une captive d'Opoa. Il se montre vite intéressé par l'équipage européen pour lequel il n'éprouve aucune peur. Conseillé par le chef Ereti, Bougainville l'embarque, après neuf jours à Tahiti, sur La Boudeuse, le 15 ou 16 avril 1768.
Bougainville le trouve physiquement très différent de ses compatriotes, mais remarque rapidement son intelligence et son grand sens de l'observation. Aoutourou a d'importantes connaissances d'astronomie et se révèle un compagnon plein d'humour, ce qui le rend populaire auprès de l'équipage. 

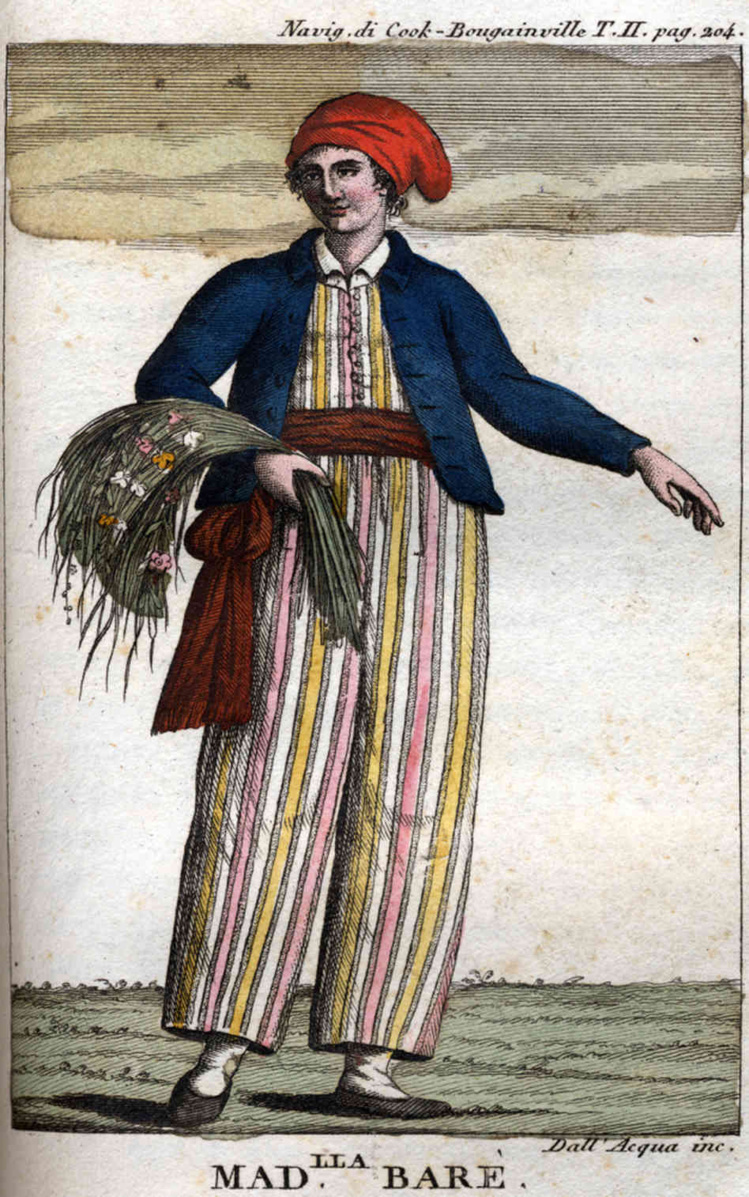
Jeanne Barret.

Bougainville lui donne le prénom de Louis, mais Aoutourou préfère celui de son protecteur, qu'il ne parvient pas à prononcer, et se désigne ainsi sous les surnoms de Boutaveris ou Poutaveri.
Aoutourou est logé sous le gaillard. C'est lui qui découvre un jour que l'équipage compte une femme, Jeanne Barret, compagne clandestine de Philibert Commerson. 
Le 31 août 1768, Aoutourou fait connaissance avec le monde dit civilisé à Buru en Indonésie. Il s'y fait passer pour un chef tahitien mais Bougainville, en prise à des soucis diplomatiques, le consigne à bord, ce qu'il prend très mal. À Batavia, il est atteint de dysenterie et mettra de nombreux mois à se rétablir. Lors de l'escale à l'île de France, il rencontre l'intendant Pierre Poivre et l'écrivain Bernardin de Saint-Pierre.

### Séjour à Paris
Il est le premier Océanien à mettre les pieds sur le continent européen lors du débarquement à Saint-Malo le 16 mars 1769. À Paris quelques jours plus tard, il reçoit un accueil très mitigé. Il est en effet reproché à Bougainville d'avoir arraché un autochtone à sa patrie. Présenté à Louis XV, Aoutourou est éduqué par Bougainville, qui tente d'empêcher qu'il soit regardé comme une bête de foire. Aoutourou rencontre ainsi, entre autres, Denis Diderot, Lalande et Charles de La Condamine et s'adapte rapidement à la vie parisienne, se passionnant pour le théâtre et l'opéra. 
Aoutourou sympathise avec de nombreuses personnalités dont la Duchesse de Choiseul. Il est aussi sujet d'expériences par Jacob Rodrigue Pereire, qui étudie son langage et par La Condamine qui l'examine (1769).
Après onze mois de séjour, Bougainville remarque qu'il commence à déprimer et cherche alors à le faire rapatrier. Il consacre 36 000 francs pour armer un navire chargé de le ramener. La duchesse de Choiseul, devenue très proche d'Aoutourou, lui remet une forte somme d'argent.

### Voyage retour
Aoutorou embarque ainsi le 4 mars 1770 à La Rochelle sur le Brisson. Il arrive à l'île de France le 23 octobre 1770, où il est hébergé par Pierre Poivre. Après une année d'attente, le 18 octobre 1771, Aotourou embarque pour une nouvelle expédition dirigée par Marion-Dufresne avec les flûtes Mascarin et Marquis-de-Castries, dont un des objectifs principaux est de ramener le Tahitien chez lui à Tahiti. Malheureusement, Aotourou meurt de la petite vérole lors d'une escale du Mascarin à Madagascar le 7 novembre 1771. 
Lors d'une cérémonie chrétienne de la Marine royale, son corps est immergé dans l'océan Indien. Marion-Dufresne établit alors un procès-verbal détaillé de ses derniers moments.